# Bembidion menetriesii
Bembidion menetriesii es una especie de escarabajo del género Bembidion, familia Carabidae. Fue descrita científicamente por Kolenati en 1845.
Habita en Armenia, Kazajistán, Rusia, Turquía y Ucrania.